# Fotino di Benevento
Fotino di Benevento (fl. I secolo) secondo la tradizione è stato il primo vescovo di Benevento intorno all'anno 40.

## Agiografia
Non si sa molto sulla sua vita. Secondo la tradizione Fotino sarebbe stato invitato in Italia da san Pietro per diventare il primo vescovo di Benevento. Sarebbe stato ordinato nel 40. Secondo alcune fonti predicò il Vangelo ad Isernia.

## Nome
Una fonte afferma esplicitamente il fatto che Fotino di Benevento fosse greco (in lingua greca Φωτεινός). Il significato letterale è «brillante», «luminoso», «pieno di luce», mentre quello simbolico è «illuminato». In alcune fonti viene indicato come Pohteinos o Pothinos. Fotino di Benevento è conosciuto anche come Lucidus (Lucido di Benevento) in lingua latina, traduzione letterale del suo nome greco.

## Culto
Non è noto quando sia stato canonizzato e le motivazioni della sua elevazione alla dignità dell'altare.
Fotino è commemorato il 1º marzo nelle Chiese orientali e il 1º novembre nella Chiesa latina.